# Joseph Dayo Oshadogan
Joseph Dayo Oshadogan (Genova, 27 giugno 1976) è un ex calciatore italiano, di ruolo difensore.

## Biografia
Di padre nigeriano e madre ligure, fu il primo giocatore di origini africane a indossare la maglia della nazionale Under-21, il 3 ottobre 1996, nello stadio di Chișinău, in Moldavia, dove l'Italia allenata da Cesare Maldini vinse per 3-0.

## Caratteristiche tecniche
Ricopriva il ruolo di difensore centrale o terzino destro.

## Carriera

### Club
Trascorre l'infanzia a Pisa. Dopo la trafila nelle giovanili della squadra toscana, si trasferisce in serie A al Foggia nell'annata 1994-95 senza però riuscire ad esordire in campionato. Debutta in Serie B con la formazione pugliese il 26 agosto 1995. In maglia rossonera realizza 10 reti in quattro stagioni (tre tornei di Serie B e uno di Serie C1).
Nella stagione 1999-2000 passa alla Roma, ma già ad agosto si trasferisce alla Reggina dove resta per due campionati di serie A riuscendo così ad esordire nella massima serie il 17 ottobre 1999 in Lecce-Reggina (2-1). A fine stagione rifiuta un trasferimento al Napoli, poi si procura un grave infortunio (rottura del legamento crociato), quindi nel 2001-2002 viene ingaggiato dall'ambizioso Cosenza allenato da Luigi De Rosa. Con i silani gioca due stagioni tra i cadetti, l'ultima delle quali terminata con una retrocessione in C1 e la cancellazione del club calabrese dai vari campionati professionistici.
Per questo motivo a fine stagione si svincola e passa al Monaco di Deschamps in Francia, con cui raggiunge la finale di Champions League persa contro il Porto di José Mourinho. Tuttavia con il club transalpino gioca davvero pochissime partite, non potendo così assaporare il calcio internazionale, anche a causa di una nuova rottura del crociato.
Il 25 luglio 2005 viene ingaggiato dalla Ternana, con cui termina il campionato cadetto con una retrocessione in C1. Viene riconfermato nella squadra umbra anche per il campionato successivo ma il 26 febbraio 2007, dopo la sentenza del collegio arbitrale della Lega Nazionale Professionisti che decreta la rescissione del contratto con la Ternana, firma per la squadra polacca del Widzew Łódź un contratto di sei mesi. Alla Ternana viene messo fuori squadra dopo aver rifiutato di ridursi lo stipendio. Nel novembre 2006, dopo le dichiarazioni a fine partita dell'allenatore Raggi («Oshadogan? Pensavo si fosse dato al golf.») il difensore si presenta agli allenamenti vestito da golfista con mazze al seguito.
Il 30 maggio 2007, nonostante le numerose offerte, decide di rimanere a Łódź e firma un contratto annuale con opzione per il secondo anno. È insignito della fascia di capitano ed è il secondo calciatore italiano ad aver giocato nel campionato polacco, dopo il compagno di squadra Stefano Napoleoni, giunto nel paese poco prima.
Il 13 agosto 2008 fa il suo ritorno in Italia indossando la maglia del Lanciano appena ripescato in Prima Divisione. Nella prima stagione in Abruzzo realizza 5 gol in appena 19 partite, mentre nella successiva mette a segno una rete in 15 incontri di campionato. Al termine della stagione rimane svincolato.

### Nazionale
Il 3 ottobre 1996 debuttò nella nazionale Under-21 a Chișinău, in Moldavia, in Moldavia-Italia (0-3).

## Statistiche

### Presenze e reti nei club
| Stagione           | Squadra            | Campionato         | Campionato | Campionato | Coppe nazionali | Coppe nazionali | Coppe nazionali | Coppe continentali | Coppe continentali | Coppe continentali | Altre coppe | Altre coppe | Altre coppe | Totale | Totale |
| Stagione           | Squadra            | Comp               | Pres       | Reti       | Comp            | Pres            | Reti            | Comp               | Pres               | Reti               | Comp        | Pres        | Reti        | Pres   | Reti   |
| ------------------ | ------------------ | ------------------ | ---------- | ---------- | --------------- | --------------- | --------------- | ------------------ | ------------------ | ------------------ | ----------- | ----------- | ----------- | ------ | ------ |
| 1995-1996          | Foggia             | B                  | 13         | 0          | CI              | 0               | 0               |                    | -                  | -                  |             | -           | -           | 13     | 0      |
| 1996-1997          | Foggia             | B                  | 19         | 0          | CI              | 0               | 0               |                    | -                  | -                  |             | -           | -           | 19     | 0      |
| 1997-1998          | Foggia             | B                  | 31         | 4          | CI              | 3               | 0               | -                  | -                  | -                  |             | -           | -           | 34     | 4      |
| 1998-1999          | Foggia             | C1                 | 22         | 6          | CI+CI-C         | 1+1             | 0+0             |                    | -                  | -                  |             | -           | -           | 24     | 2      |
| Totale Foggia      | Totale Foggia      | Totale Foggia      | 85         | 10         |                 | 5               | 0               |                    | -                  | -                  |             | -           | -           | 90     | 10     |
| 1999-2000          | Reggina            | A                  | 18         | 0          | CI              | 4               | 1               | -                  | -                  | -                  | -           | -           | -           | 22     | 1      |
| 2000-2001          | Reggina            | A                  | 22         | 0          | CI              | 2               | 0               | -                  | -                  | -                  | -           | -           | -           | 24     | 0      |
| 2001-gen. 2002     | Reggina            | B                  | 0          | 0          | CI              | -               | -               | -                  | -                  | -                  | -           | -           | -           | 0      | 0      |
| Totale Reggina     | Totale Reggina     | Totale Reggina     | 40         | 0          |                 | 6               | 1               |                    | -                  | -                  |             | -           | -           | 46     | 1      |
| gen.-giu. 2002     | Cosenza            | B                  | 22         | 2          | CI              | -               | -               | -                  | -                  | -                  | -           | -           | -           | 22     | 2      |
| 2002-2003          | Cosenza            | B                  | 29         | 3          | CI              | 3               | 0               | -                  | -                  | -                  | -           | -           | -           | 32     | 3      |
| Totale Cosenza     | Totale Cosenza     | Totale Cosenza     | 51         | 5          |                 | 3               | 0               |                    | -                  | -                  |             | -           | -           | 54     | 5      |
| 2003-2004          | Monaco             | L1                 | 3          | 0          | CF+CdL          | 0+0             | 0+0             | UCL                | 0                  | 0                  | -           | -           | -           | 3      | 0      |
| 2004-2005          | Monaco             | L1                 | 1          | 0          | CF+CdL          | 3+3             | 0+0             | UCL                | 1                  | 0                  | -           | -           | -           | 8      | 0      |
| Totale Monaco      | Totale Monaco      | Totale Monaco      | 4          | 0          |                 | 6               | 0               |                    | 1                  | 0                  |             | -           | -           | 11     | 0      |
| 2005-2006          | Ternana            | B                  | 29         | 1          | CI              | 0               | 0               | -                  | -                  | -                  | -           | -           | -           | 29     | 1      |
| 2006-feb. 2007     | Ternana            | C1                 | 0          | 0          | CI+CIC          | -               | -               | -                  | -                  | -                  | -           | -           | -           | 0      | 0      |
| Totale Ternana     | Totale Ternana     | Totale Ternana     | 29         | 1          |                 | 0               | 0               |                    | -                  | -                  |             | -           | -           | 29     | 1      |
| feb.-giu. 2007     | Widzew Łódź        | EK                 | 12         | 3          | CP+CE           | -+5             | -+1             | -                  | -                  | -                  | -           | -           | -           | 17     | 4      |
| 2007-2008          | Widzew Łódź        | EK                 | 12         | 1          | CP+CE           | 0+4             | 0+2             | -                  | -                  | -                  | -           | -           | -           | 16     | 3      |
| Totale Widzew Łódź | Totale Widzew Łódź | Totale Widzew Łódź | 24         | 4          |                 | 9               | 3               |                    | -                  | -                  |             | -           | -           | 33     | 7      |
| 2008-2009          | Lanciano           | 1D                 | 19+2       | 5          | CI-LP           | 2               | 1               | -                  | -                  | -                  | -           | -           | -           | 23     | 6      |
| 2009-2010          | Lanciano           | 1D                 | 15         | 1          | CI-LP           | 4               | 1               | -                  | -                  | -                  | -           | -           | -           | 19     | 2      |
| Totale Lanciano    | Totale Lanciano    | Totale Lanciano    | 34+2       | 6          |                 | 6               | 2               |                    | -                  | -                  |             | -           | -           | 42     | 8      |
| Totale carriera    | Totale carriera    | Totale carriera    | 267+2      | 26         |                 | 35              | 6               |                    | 1                  | 0                  |             | -           | -           | 305    | 32     |